# محمد عبدالفاتح (بازیکن فوتبال)
محمد عبدالفاتح (انگلیسی: Mohamed Abdel Fatah؛ زادهٔ ۱۹۴۹) بازیکن فوتبال اهل سودان است.
وی به‌همراه تیم ملی فوتبال سودان در بازی‌های المپیک تابستانی ۱۹۷۲ شرکت کرده‌است.